# Grüne Straße

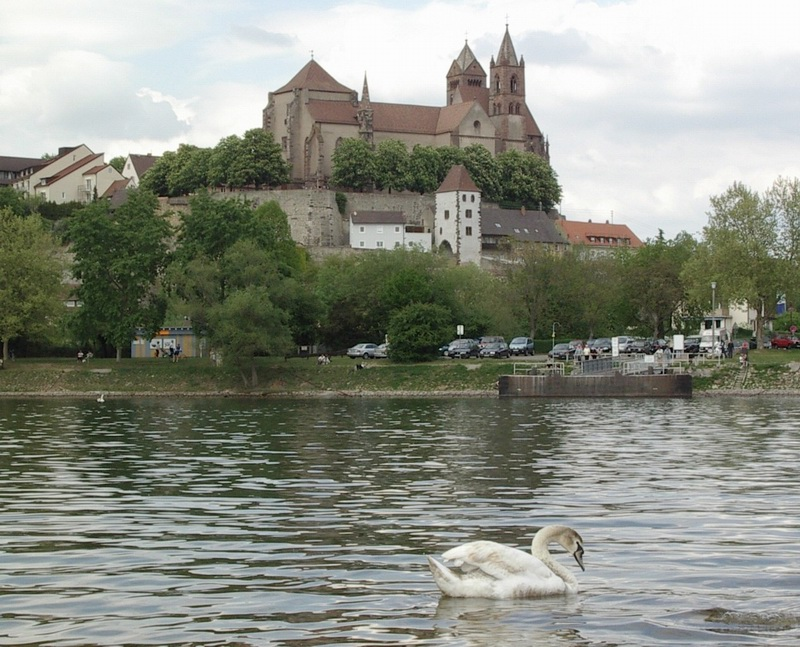
Breisach vom Rhein aus

Die Grüne Straße ist der deutsche Teil einer deutsch-französischen Ferienstraße, der von Breisach am Rhein im Breisgau, Freiburg im Breisgau durch den Schwarzwald über Titisee-Neustadt nach Donaueschingen führt.
Im weiteren Sinne, getragen von der deutsch-französischen Freundschaft, beginnt sie als grenzüberschreitende Straße bereits in Frankreich als Route Verte in Contrexéville in den Vogesen. Sie überquert den Rhein bei Neuf-Brisach und Breisach.

## Geschichte
Die Route ist mit anderen Elementen wie den Städtepartnerschaften im Zusammenhang mit der deutsch-französischen Versöhnung nach dem Zweiten Weltkrieg entstanden.
Hauptinitiator der 1960/61 begründeten Grünen Straße war Joseph Rey (1947–1977 Bürgermeister von Colmar), Mitstreiter waren Willy Boss (Schwarzwald-Bodensee) und Josef Bueb (1948–1962 Bürgermeister von Breisach).
Die Grüne Straße / Route Verte verbindet so das französische Lothringen und Elsass mit dem deutschen Land Baden-Württemberg.

## Route
An der Route zwischen Contrexéville und Donaueschingen liegen 17 französische und deutsche Orte, die Mitglied in der „Association Route Verte / Grüne Straße“ mit Sitz in Colmar sind. Der Name der Grünen Straße leitet sich von den Tannen in den Vogesen und im Schwarzwald her.

### Bekannte Städte auf französischer Seite

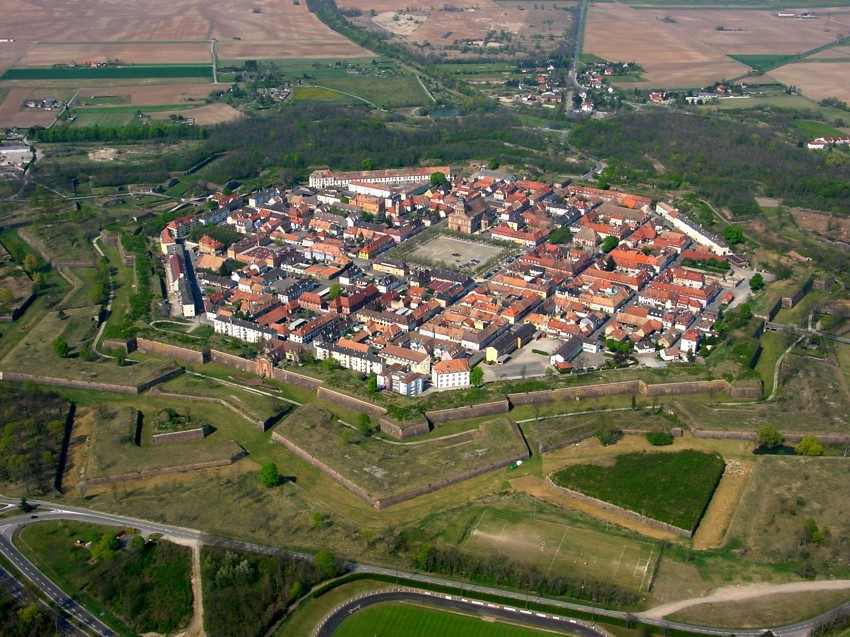
Festungsanlage Neuf-Brisach

Contrexéville und Vittel sind durch ihre Heilbäder und Mineralwässer bekannt. In Stadt und Tal von Munster (Haut-Rhin) ist der bekannte Käse beheimatet. Die mittelalterlichen Städte Turckheim und Colmar sowie die Verteidigungsanlage in Form eines achteckigen Sterns in Neuf-Brisach liegen neben anderen interessanten Orten an der Strecke. Die Ferienregionen Vogesen und Elsass und die einheitliche Oberrheinlandschaft werden dadurch erschlossen.

### Nach Südosten durch den Schwarzwald

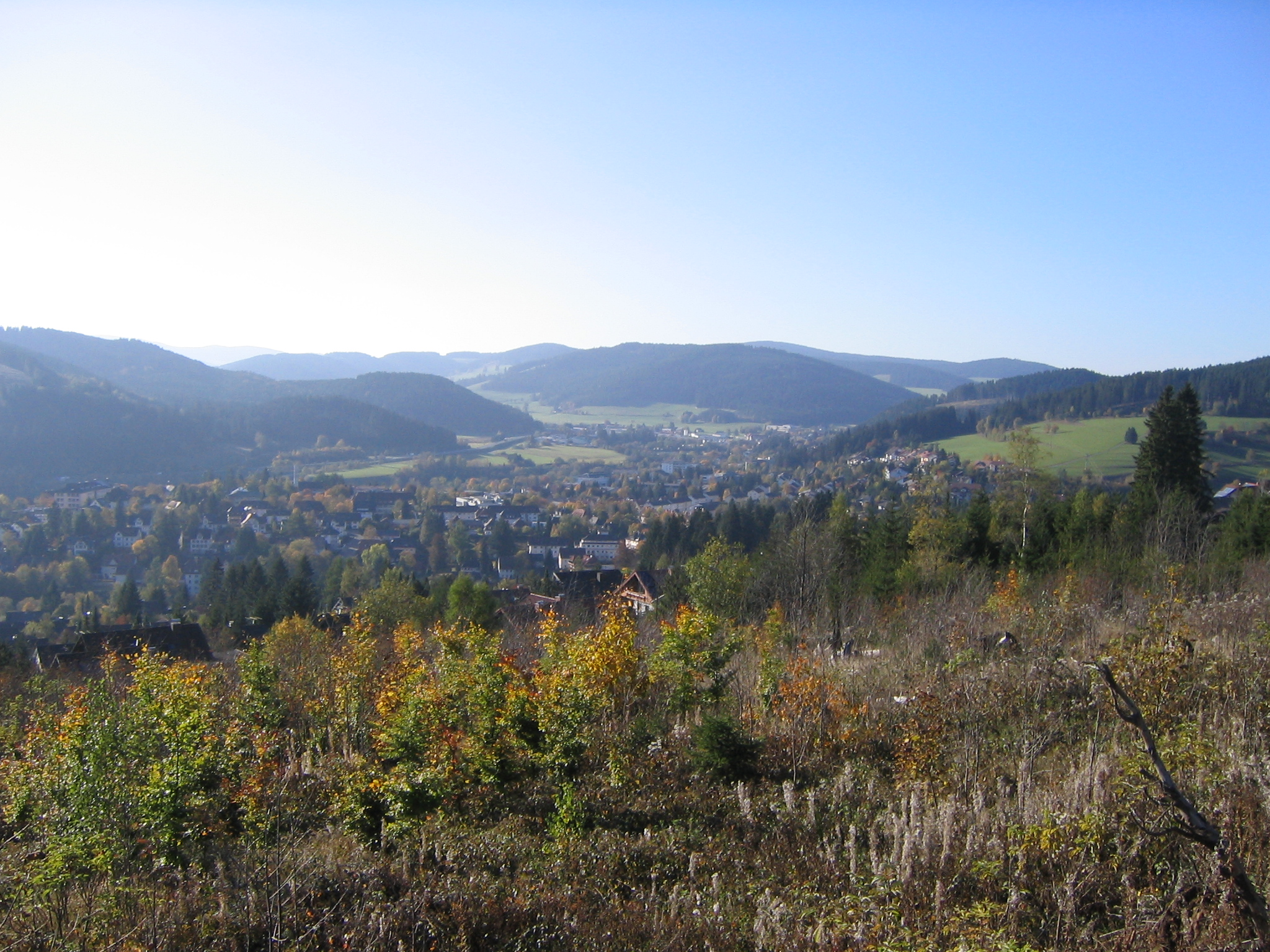
Blick über Neustadt (Titisee-Neustadt)

Es folgen die Stadt Breisach, deren Münsterberg den Rhein um bis zu 42 Meter überragt, die im Mittelalter gegründete Großstadt Freiburg am Fuße des Schwarzwaldes, das Höllental mit dem Denkmal des „Hirschsprungs“ und Titisee-Neustadt, das an der Bundesstraße 31 liegt. Die mittelalterlichen Städte Löffingen und Donaueschingen gehören ebenfalls zu den Mitgliedsstädten der Grünen Straße.

### Verlauf
| Ort                     | Lage                        |
| ----------------------- | --------------------------- |
| Contrexéville           | 48° 11′ 4″ N, 5° 53′ 44″ O  |
| Vittel                  | 48° 12′ 7″ N, 5° 56′ 58″ O  |
| Épinal                  | 48° 10′ 25″ N, 6° 27′ 6″ O  |
| Le Tholy                | 48° 4′ 59″ N, 6° 44′ 39″ O  |
| Gérardmer               | 48° 4′ 20″ N, 6° 52′ 43″ O  |
| Munster                 | 48° 2′ 29″ N, 7° 8′ 3″ O    |
| Turckheim               | 48° 5′ 11″ N, 7° 16′ 50″ O  |
| Colmar                  | 48° 4′ 52″ N, 7° 21′ 18″ O  |
| Horbourg-Wihr           | 48° 4′ 46″ N, 7° 23′ 40″ O  |
| Neuf-Brisach            | 48° 1′ 5″ N, 7° 31′ 43″ O   |
| Breisach                | 48° 1′ 44″ N, 7° 34′ 48″ O  |
| Freiburg                | 47° 59′ 41″ N, 7° 51′ 0″ O  |
| Kirchzarten             | 47° 58′ 0″ N, 7° 57′ 0″ O   |
| Hinterzarten            | 47° 54′ 28″ N, 8° 6′ 3″ O   |
| Titisee-                | 47° 55′ 1″ N, 8° 11′ 33″ O  |
| Neustadt im Schwarzwald | 47° 55′ 1″ N, 8° 12′ 27″ O  |
| Löffingen               | 47° 53′ 1″ N, 8° 20′ 37″ O  |
| Donaueschingen          | 47° 57′ 11″ N, 8° 30′ 12″ O |